# Іраніт
Іраніт (перс. ایرانیت) — триклінний свинцево-мідно-хроматний силікатний мінерал з формулою Pb10Cu(CrO4)6(SiO4)2(F, OH)2. Вперше описаний в Ірані. Це мідний аналог геміедриту (Pb10Zn(CrO4)6(SiO4)2(F, OH)2).
Виникає як продукт окислення гідротермальних свинцевих жил. Супутні мінерали включають діоптаз, форнацит, вульфеніт, міметит, церусит і діаболеїт. Вперше його було описано в 1970 році на копальні «Себарз» (Sebarz Mine), на північний схід від Анараку, Іран.